# Eupithecia dolia
Eupithecia dolia là một loài bướm đêm trong họ Geometridae.